# Свети Георги (Горско Сливово)
„Свети Георги“ е възрожденски православен храм в ловешкото село Горско Сливово, България, част от Ловчанската епархия на Българската патриаршия.

## История
Преди построяването на църквата в селото, в местността Могилата южно от сегашния храм е имало оброчище, посветено на Св. св. Константин и Елена. Строежът на църквата „Свети Георги“ започва в 1852 година по инициатива на Ганчо Бобев и на следната година новият храм е осветен. Строежът на днешната по-голяма сграда започва веднага след създаването на Княжество България в 1878 година и завършва в 1880 година. Дело е на майстори от Тревненската школа. Храмът е осветен в 1881 година от митрополит Климент Търновски. Над входа на високата каменна камбанария има ктиторски надпис. Изографисването на храма е дело на майстори от  Дебърската школа, вероятно Ненчо и Наум Илиеви, работили в Летница.
- Изображения от храма